# Deadbeat
Pour les articles homonymes, voir Deadbeat (série télévisée).
 (décembre 2011).
Si vous disposez d'ouvrages ou d'articles de référence ou si vous connaissez des sites web de qualité traitant du thème abordé ici, merci de compléter l'article en donnant les références utiles à sa vérifiabilité et en les liant à la section « Notes et références ».
Deadbeat est le pseudonyme de Scott Monteith, un musicien canadien reconnu internationalement.
Originaire de Kitchener en Ontario, il se spécialise dans la musique électronique, l'ambient et le dub, la house music ou la techno. Il est aussi membre d'un duo nommé Crackhaus avec Stephen Beaupré.
Il réside actuellement[Quand ?] à Berlin.

## Discographie
- Primordia (2001)
- Wild Life Documentaries (2002)
- Something Borrowed, Something Blue (2004)
- New World Observer (2005)
- Journeyman's Annual (2007)
- Roots And Wire (2008)
- Radio Rothko (2010)
- Drawn And Quartered - ep - (2011)
- Eight (2012)